# Liste der Staatsoberhäupter 1930
Übersicht
◄◄ | ◄ | 1926 | 1927 | 1928 | 1929 | Liste der Staatsoberhäupter 1930 | 1931 | 1932 | 1933 | 1934 | ► | ►►

Weitere Ereignisse

## Afrika
- Ägypten (1914–1936 britisches Protektorat)
  - Staatsoberhaupt: König Fu'ād I. (1917–1936) (bis 1922 Sultan)
  - Regierungschef:
    - Ministerpräsident Adli Yakan Pascha (1921–1922, 1926–1927, 1929–1. Januar 1930)
    - Ministerpräsident Ismail Sidqi Pascha (1. Januar 1930–1933, 1946)

  - Britischer Hochkommissar: Percy Lyham Loraine (1929–1933)

- Äthiopien
  - Staats- und Regierungschef:
    - Kaiserin Zauditu (1916–2. April 1930)
      - Regent: Ras Tafari Makonnen (1916–2. April 1930) (2. April 1930–1974 Kaiser)

    - Kaiser Haile Selassie (2. April 1930–1974) (1916–1930 Regent, 1936–1941 im Exil)

- Liberia
  - Staats- und Regierungschef:
    - Präsident Charles D. B. King (1920–3. Dezember 1930)
    - Präsident Edwin Barclay (3. Dezember 1930–1944) (bis 1932 kommissarisch)

- Südafrika
  - Staatsoberhaupt: König Georg V. (1910–1936)
    - Generalgouverneur: Alexander Cambridge, 1. Earl of Athlone (1924–1931)

  - Regierungschef: Ministerpräsident J.B.M. Hertzog (1924–1939)

## Amerika

### Nordamerika
- Kanada
  - Staatsoberhaupt: König Georg V. (1910–1936)
    - Generalgouverneur: Freeman Freeman-Thomas, 1. Viscount Willingdon (1926–1931) (1931–1936 Vizekönig von Indien)

  - Regierungschef:
    - Premierminister William Lyon Mackenzie King (1921–1926, 1926–7. August 1930, 1935–1948)
    - Premierminister Richard Bedford Bennett (7. August 1930–1935)

- Mexiko
  - Staats- und Regierungschef:
    - Präsident Emilio Portes Gil (1928–5. Februar 1930)
    - Präsident Pascual Ortiz Rubio (5. Februar 1930–1932)

- Neufundland
  - Staatsoberhaupt: König Georg V. (1910–1936)
    - Gouverneur: John Middleton (1928–1932)

  - Regierungschef: Premierminister Richard Squires (1919–1923, 1928–1932)

- Vereinigte Staaten von Amerika
  - Staats- und Regierungschef: Präsident Herbert Hoover (1929–1933)

### Mittelamerika
- Costa Rica
  - Staats- und Regierungschef: Präsident Cleto González Víquez (1960–1910, 1928–1932)

- Dominikanische Republik
  - Staats- und Regierungschef:
    - Präsident Horacio Vásquez (1899, 1902–1903, 1924–3. März 1930)
    - Präsident Rafael Estrella Ureña (3. März 1930–16. August 1930) (kommissarisch)
    - Präsident Rafael Trujillo (16. August 1930–1938, 1942–1952)

- El Salvador
  - Staats- und Regierungschef: Präsident Pío Romero Bosque (1927–1931)

- Guatemala
  - Staats- und Regierungschef: Präsident Lázaro Chacón González (1926–1931)

- Haiti (1915–1934 von den USA besetzt)
  - Staats- und Regierungschef:
    - Präsident Louis Bornó (1922–5. Mai 1930)
    - Präsident Louis Eugène Roy (15. Mai 1930–18. November 1930)
    - Präsident Sténio Vincent (18. November 1930–1941)

- Honduras
  - Staats- und Regierungschef: Präsident Vicente Mejía Colindres (1919, 1929–1933)

- Kuba
  - Staats- und Regierungschef: Präsident Gerardo Machado (1925–1933)

- Nicaragua
  - Staats- und Regierungschef: Präsident José María Moncada Tapia (1929–1933)

- Panama
  - Staats- und Regierungschef: Präsident Florencio Harmodio Arosemena (1928–1931)

### Südamerika
- Argentinien
  - Staats- und Regierungschef:
    - Präsident Hipólito Yrigoyen (1916–1920, 1928–6. September 1930)
    - Präsident José Félix Uriburu (6. September 1930–1932) (kommissarisch)

- Bolivien
  - Staats- und Regierungschef:
    - Präsident Hernando Siles Reyes (1926–28. Mai 1930)
    - Ministerrat (28. Mai 1930–25. Juni 1930)
    - Präsident Carlos Blanco Galindo (28. Juni 1930–1931)

- Brasilien
  - Staats- und Regierungschef:
    - Präsident Washington Luís Pereira de Sousa (1926–24. Oktober 1930)
    - Vorsitzender der Militärjunta Augusto Tasso Fragoso (24. Oktober 1930–3. November 1930)
    - Präsident Getúlio Vargas (1930–1945, 1951–1954) (bis 1934 kommissarisch)

- Chile
  - Staats- und Regierungschef: Präsident Carlos Ibáñez del Campo (1927–1931, 1952–1958)

- Ecuador
  - Staats- und Regierungschef: Präsident Isidro Ayora (1926–1931)

- Kolumbien
  - Staats- und Regierungschef:
    - Präsident Miguel Abadía Méndez (1926–7. August 1930)
    - Präsident Enrique Olaya Herrera (7. August 1930–1934)

- Paraguay
  - Staats- und Regierungschef: Präsident José Patricio Guggiari (1928–1932)

- Peru
  - Staatsoberhaupt:
    - Präsident Augusto B. Leguía y Salcedo (1908–1912, 1919–25. August 1930) (1904–1907 Ministerpräsident)
    - Vorsitzender der Militärjunta Manuel María Ponce Brousset (25. August 1930–27. August 1930)
    - Präsident Luis Miguel Sánchez Cerro (27. August 1930–1931, 1931–1933)

  - Regierungschef:
    - Premierminister Benjamín Huamán de los Heros (1929–24. August 1930)
    - Premierminister Fernando Sarmiento (25. August 1930)
    - vakant (25. August 1930–1931)

- Uruguay
  - Staats- und Regierungschef: Präsident Juan Campisteguy (1927–1931)

- Venezuela
  - Staats- und Regierungschef: Präsident Juan Bautista Pérez (1929–1931)

## Asien

### Ost-, Süd- und Südostasien
- Bhutan
  - Herrscher: König Jigme Wangchuk (1926–1952)

- China
  - Staatsoberhaupt: Vorsitzender der Nationalregierung Chiang Kai-shek (1928–1931, 1943–1948)
  - Regierungschef:
    - Vorsitzender des Exekutiv-Yuans Tan Yankai (1928–22. September 1930)
    - Vorsitzender des Exekutiv-Yuans T. V. Soong (22. September–4. Dezember 1930, 1945–1947)
    - Vorsitzender des Exekutiv-Yuans Chiang Kai-shek (4. Dezember 1930–1931, 1935–1938, 1939–1945, 1947)

- Britisch-Indien
  - Kaiser: Georg V. (1910–1936)
  - Vizekönig: Edward Frederick Lindley Wood (1926–1931)

- Japan
  - Staatsoberhaupt: Kaiser Hirohito (1926–1989)
  - Regierungschef: Premierminister Hamaguchi Osachi (1929–1931)

- Nepal
  - Staatsoberhaupt: König Tribhuvan (1911–1950, 1952/53)
  - Regierungschef: Ministerpräsident Bhim Shamsher Jang Bahadur Rana (1929–1932)

- Siam (heute: Thailand)
  - Herrscher: König Prajadhipok (1925–1935)

### Vorderasien
- Irak
  - Staatsoberhaupt: König Faisal I. (1921–1933)
  - Regierungschef:
    - Ministerpräsident Tawfiq as-Suwaidi (1929, 1929–1930, 1946, 1950)
    - Ministerpräsident Nuri as-Said (1930–1932, 1938–1940, 1941–1944, 1946/1947, 1949, 1950–1952, 1954–1957, 1958)

- Nordjemen
  - Herrscher: König Yahya bin Muhammad (1904–1948)

- Persien (heute: Iran)
  - Staatsoberhaupt: Schah Reza Schah Pahlavi (1925–1941)
  - Regierungschef: Ministerpräsident Mehdi Qoli Khan Hedayat (Mokhber-ol Saltaneh) (1927–1933)

- Transjordanien (heute: Jordanien)
  - Herrscher: Emir Abdallah ibn Husain I. (1921–1951)

### Zentralasien
- Afghanistan
  - Herrscher: König Mohammed Nadir Schah (1929–1933)

- Mongolei
  - Staatsoberhaupt:
    - Vorsitzender des Präsidiums des Kleinen Staats-Churals Chorloogiin Tschoibalsan (1929–27. April 1930)
    - Vorsitzender des Präsidiums des Kleinen Staats-Churals Losolyn Laagan (27. April 1930–1932)

  - Regierungschef:
    - Ministerpräsident Anandyn Amar (1928–27. April 1930, 1936–1939)
    - Ministerpräsident Tsengeltiin Dschigdschiddschaw (27. April 1930–1932)

- Tibet
  - Herrscher: Dalai Lama Thubten Gyatso (1878–1933)

## Australien und Ozeanien
- Australien
  - Staatsoberhaupt: König Georg V. (1910–1936)
  - Generalgouverneur John Lawrence Baird, 1. Baron Stonehaven (1925–1931)
  - Regierungschef: Premierminister James Scullin (1929–1932)

- Neuseeland
  - Staatsoberhaupt: König Georg V. (1910–1936)
  - Gouverneur:
    - Generalgouverneur Charles Fergusson (1924–8. Februar 1930)
    - Generalgouverneur Charles Bathurst (19. März 1930–1935)

  - Regierungschef:
    - Premierminister Joseph Ward (1906–1912, 1928–28. Juni 1930)
    - Premierminister George Forbes (28. Juni 1930–1935)

## Europa
- Albanien
  - Staatsoberhaupt: König Ahmet Zogu (1925–1939, 1943–1946)
  - Regierungschef:
    - Ministerpräsident Kostaq Kota (1928–5. März 1930, 1936–1939)
    - Ministerpräsident Pandeli Evangjeli (1921, 5. März 1930–1935)

- Andorra
  - Co-Fürsten:
    - Staatspräsident von Frankreich: Gaston Doumergue (1924–1931)
    - Bischof von Urgell: Justí Guitart i Vilardebò (1920–1940)

- Belgien
  - Staatsoberhaupt: König Albert I. (1909–1934)
  - Regierungschef: Ministerpräsident Henri Jaspar (1926–1931)

- Bulgarien
  - Staatsoberhaupt: Zar Boris III. (1918–1943)
  - Regierungschef: Ministerpräsident Andrei Ljaptschew (1926–1931)

- Dänemark
  - Staatsoberhaupt: König Christian X. (1912–1947) (1918–1944 König von Island)
  - Regierungschef: Ministerpräsident Thorvald Stauning (1924–1926, 1929–1942)

- Deutsches Reich
  - Staatsoberhaupt: Reichspräsident Paul von Hindenburg (1925–1934)
  - Regierungschef:
    - Reichskanzler Hermann Müller (1928–27. März 1930)
    - Reichskanzler Heinrich Brüning (30. März 1930–1932)

- Estland
  - Staats- und Regierungschef: Staatsältester Otto August Strandman (1929–1931)

- Finnland
  - Staatsoberhaupt: Präsident Lauri Kristian Relander (1925–1931)
  - Regierungschef:
    - Ministerpräsident Kyösti Kallio (1922–1924, 1925–1926, 1929–4. Juli 1930, 1936–1937) (1937–1940 Präsident)
    - Ministerpräsident Pehr Evind Svinhufvud (1917–1918, 4. Juli 1930–1931) (1931–1937 Präsident)

- Frankreich
  - Staatsoberhaupt: Präsident Gaston Doumergue (1924–1931) (1913–1914, 1934–1944 Präsident des Ministerrats)
  - Regierungschef:
    - Präsident des Ministerrats André Tardieu (1929–21. Februar 1930, 1930, 1932) (1932 Präsident)
    - Präsident des Ministerrats Camille Chautemps (21. Februar 1930–2. März 1930, 1933–1934, 1937–1938)
    - Präsident des Ministerrats André Tardieu (1929–1930, 2. März 1930–13. Dezember 1930, 1932) (1932 Präsident)
    - Präsident des Ministerrats Théodore Steeg (13. Dezember 1930–1931)

- Griechenland
  - Staatsoberhaupt: Präsident Alexandros Zaimis (1929–1935) (1897–1899, 1901–1902, 1915, 1916, 1917, 1926–1928 Ministerpräsident)
  - Regierungschef:
  - Ministerpräsident Eleftherios Venizelos (1910–1915, 1915, 1916–1917, 1917–1920, 1924–1924, 1928–1932, 1932, 1933)

- Irland
  - Staatsoberhaupt: König Georg V. (1922–1936)
    - Generalgouverneur James McNeill (1928–1932)

  - Regierungschef: Taoiseach William Thomas Cosgrave (1922–1932)

- Italien
  - Staatsoberhaupt: König Viktor Emanuel III. (1900–1946)
  - Regierungschef: Duce Benito Mussolini (1922–1943)

- Jugoslawien
  - Staatsoberhaupt: König Alexander I. (1921–1934)
  - Regierungschef: Ministerpräsident Petar Živković (1929–1932)

- Lettland
  - Staatsoberhaupt:
    - Präsident Gustavs Zemgals (1927–11. April 1930)
    - Präsident Alberts Kviesis (11. April 1930–1936)

  - Regierungschef: Ministerpräsident Hugo Celmiņš (1924–1925, 1928–1931)

- Liechtenstein
  - Staatsoberhaupt: Fürst Franz I. (1929–1938)
  - Regierungschef Josef Hoop (1928–1945)

- Litauen
  - Staatsoberhaupt: Präsident Antanas Smetona (1918–1920, 1926–1940)
  - Regierungschef: Ministerpräsident Juozas Tūbelis (1929–1938)

- Luxemburg
  - Staatsoberhaupt: Großherzogin Charlotte (1919–1964) (1940–1945 im Exil)
  - Regierungschef: Staatsminister Joseph Bech (1926–1937, 1953–1958)

- Monaco
  - Staatsoberhaupt: Fürst Louis II. (1922–1949)
  - Regierungschef: Staatsminister Maurice Piette (1923–1932)

- Niederlande
  - Staatsoberhaupt: Königin Wilhelmina (1890–1948) (1940–1945 im Exil)
  - Regierungschef: Ministerpräsident Charles Ruijs de Beerenbrouck (1918–1925, 1929–1933)

- Norwegen
  - Staatsoberhaupt: König Haakon VII. (1906–1957) (1940–1945 im Exil)
  - Regierungschef: Ministerpräsident Johan Ludwig Mowinckel (1924–1926, 1928–1931, 1933–1935)

- Österreich
  - Staatsoberhaupt: Bundespräsident Wilhelm Miklas (1928–1938)
  - Regierungschef:
    - Bundeskanzler Johann Schober (1921/1922, 1922, 1929–1930)
    - Bundeskanzler Carl Vaugoin (1930)
    - Bundeskanzler Otto Ender (1930–1931)

- Polen
  - Staatsoberhaupt: Präsident Ignacy Mościcki (1926–1939)
  - Regierungschef:
    - Präsident des Ministerrats Kazimierz Bartel (1926, 1926–1928, 1928/1929, 1929–März 1930)
    - Präsident des Ministerrats Walery Sławek (März–August 1930 …)
    - Präsident des Ministerrats Józef Piłsudski (1926–1928, August–Dezember 1930)
    - Präsident des Ministerrats Walery Sławek (… Dezember 1930–1931)

- Portugal
  - Staatsoberhaupt: Präsident António Óscar de Fragoso Carmona (1926–1951)
  - Regierungschef:
    - Ministerpräsident Artur Ivens Ferraz (1929–21. Januar 1930)
    - Ministerpräsident: Domingos da Costa e Oliveira (21. Januar 1930–1932)

- Rumänien
  - Staatsoberhaupt:
    - König Michael I. (1927–8. Juni 1930, 1940–1947)
    - König Karl II. (8. Juni 1930–1940)

  - Regierungschef:
    - Ministerpräsident Iuliu Maniu (1928–8. Juni 1930 …)
    - Ministerpräsident Gheorghe G. Mironescu (8. Juni–13. Juni 1930 …)
    - Ministerpräsident Iuliu Maniu (13. Juni–10. Oktober 1930, 1932/33, 1944)
    - Ministerpräsident Gheorghe G. Mironescu (10. Oktober 1930–1931)

- San Marino
  - Capitani Reggenti:
    - Ezio Balducci (1. Oktober 1929–1930) und Aldo Busignani (1. Oktober 1929–1930)
    - Manlio Gozi (1926, 1. April–1. Oktober 1930, 1938) und Marino Lonfernini  (1. April 1930–4. September 1930), Turiddu Foschi  (16. September 1930–1. Oktober 1930)
    - Valerio Pasquali (1925–1926, 1. Oktober 1930–1931) und Gino Ceccoli (1. Oktober 1930–1931, 1936–1937)

  - Regierungschef: Außenminister Giuliano Gozi (1918–1943)

- Schweden
  - Staatsoberhaupt: König Gustav V. (1907–1950)
  - Regierungschef:
    - Ministerpräsident Arvid Lindman (1928–7. Juni 1930)
    - Ministerpräsident Carl Gustaf Ekman (1926–1928, 7. Juni 1930–1932)

- Schweiz[1]
  - Bundespräsident: Jean-Marie Musy (1925, 1930)
  - Bundesrat:
    - Giuseppe Motta (1911–1940)
    - Edmund Schulthess (1912–1935)
    - Jean-Marie Musy (1920–1934)
    - Heinrich Häberlin (1920–1934)
    - Marcel Pilet-Golaz (1929–1944)
    - Albert Meyer (1. Januar 1930–1938)
    - Rudolf Minger  (1. Januar 1930–1940)

- Sowjetunion
  - Parteichef: Generalsekretär der KPdSU Josef Stalin (1922–1953)
  - Staatsoberhaupt: Vorsitzender des Präsidiums des obersten Sowjets Michail Iwanowitsch Kalinin (1922–1946)
  - Regierungschef:
    - Vorsitzender des Ministerrats Alexei Rykow (1924–19. Dezember 1930)
    - Vorsitzender des Ministerrats Wjatscheslaw Michailowitsch Molotow (19. Dezember 1930–6. Mai 1941)

- Spanien
  - Staatsoberhaupt: König Alfons XIII. (1886–1941)
  - Regierungschef:
    - Regierungspräsident Miguel Primo de Rivera Orbaneja (1923–30. Januar 1930)
    - Regierungspräsident Dámaso Berenguer Fusté (30. Januar 1930–1931)

- Tschechoslowakei
  - Staatsoberhaupt: Präsident Tomáš Masaryk (1918–1935)
  - Regierungschef: Ministerpräsident František Udržal (1929–1932)

- Türkei
  - Staatsoberhaupt: Präsident Mustafa Kemal (1923–1938)
  - Regierungschef: Ministerpräsident İsmet İnönü (1923–1924, 1925–1937, 1961–1965)

- Ungarn
  - Staatsoberhaupt: Reichsverweser Miklós Horthy (1920–1944)
  - Regierungschef: Ministerpräsident István Bethlen (1921–1931)

- Vatikanstadt
  - Staatsoberhaupt: Papst Pius XI. (1922–1939)
  - Regierungschef: 
    - Kardinalstaatssekretär Pietro Gasparri (1914–1930)
    - Kardinalstaatssekretär Eugenio Pacelli (1930–1939)

- Vereinigtes Königreich
  - Staatsoberhaupt: König Georg V. (1910–1936)
  - Regierungschef: Premierminister Ramsay MacDonald (1924, 1929–1935)